# Saison 1 de Charmed
Chronologie
Saison 2
Cet article présente le guide des épisodes de la première saison de la série télévisée américaine Charmed.

## Distribution

### Acteurs principaux
- Shannen Doherty (VF : Anne Rondeleux) : Prue Halliwell
- Holly Marie Combs (VF : Dominique Chauby) : Piper Halliwell
- Ted King (VF : Patrice Baudrier) : Andy Trudeau (absent épisode 17)
- Dorian Gregory (VF : Antoine Tomé) : Darryl Morris (14 épisodes)
- Alyssa Milano (VF : Magali Barney) : Phoebe Halliwell

### Acteurs récurrents
- Brian Krause (VF : Benoît DuPac) : Leo Wyatt (épisodes 3, 7 à 10, 14 et 21)
- Finola Hughes (VF : Marie-Martine Bisson) : Patty Halliwell (épisode 17)
- Jennifer Rhodes (VF : Sylvie Genty) : Penny Halliwell (épisodes 15 et 17)
- Neil Roberts (en) (VF : Emmanuel Curtil) : Rex Buckland (épisodes 2, 5, 6, 8 à 10)
- Leigh-Allyn Baker (VF : Monika Lawinska) : Hannah Webster (épisodes 2, 6, 8 à 10)
- Shawn Christian (VF : Thierry Ragueneau) : Josh  (épisodes 15, 18 et 19)
- Christine Rose (VF : Marie Lenoir) : Claire Pryce  (épisodes 11, 12, 15, 16 et 20)
- Carlos Gómez (VF : Gabriel Le Doze) : Inspecteur Rodriguez (épisodes 20 à 22)

### Invités
- Danielle Harris (VF : Sylvie Jacob) : Aviva (épisode 7)
- Billy Drago (VF : Jean-Pierre Moulin) : Démon Barbas (épisode 13)
- Rebecca Balding : Tante Jackie (épisode 7)
- Anthony John Denison (VF : Jean Barney) : Victor Halliwell (épisode 3)
- David Carradine : Tempus (épisode 22)

## Épisodes

### Épisode 1:Le Livre des ombres
- États-Unis : 7 octobre 1998 sur The WB
- Canada : 11 octobre 1998 sur CTV
- Suisse : 14 février 1999 sur TSR1
- France : 27 février 1999 sur M6
- Québec : 1er septembre 2002 sur VRAK

- États-Unis : 7,8 millions de téléspectateurs. Il s'agissait alors de la plus grosse audience jamais enregistrée pour un épisode pilote d'une série américaine. Ce record sera battu en 2001 par l'épisode pilote de Smallville avec près de 8,4 millions de téléspectateurs. (À noter que : l’histoire de Charmed n'était pas connue du public, alors que celle de Superman était déjà célèbre)
- France : 4 785 690 téléspectateurs - 21,5 % de parts de marché

- Chris Flanders (Chef Moore)
- Eric Scott Woods (Jeremy Burns)
- Matthew Ashford (Roger)

À San Francisco, Prue et Piper Halliwell mènent une vie normale au Manoir hérité de leur grand-mère, jusqu'à ce que leur sœur cadette Phoebe quitte New York et les rejoigne. Prue n'est pas très enthousiaste quant au retour de Phoebe. Elles sont en effet en froid depuis que Prue a accusé sa sœur de tenter de séduire Roger, son ancien fiancé et patron.
De retour au manoir depuis peu, Phoebe se sert de la vieille planche magique (Ouija) qu'elles utilisaient étant enfants et découvre avec stupéfaction que la goutte se déplace toute seule pour former le mot ATTIC (grenier en anglais). Malgré le scepticisme de ses sœurs, Phoebe se rend au grenier. À sa grande surprise, la porte du grenier, bloquée jusqu'ici, s'ouvre toute seule et Phoebe découvre un vieux livre au fond d'une malle. Lisant le livre des ombres, Phoebe prononce sans le savoir l'incantation qui libère leurs pouvoirs magiques.
Prue possède le pouvoir de télékinésie qui lui permet de déplacer divers objets par la force de son esprit (puis par la main), Piper peut figer le temps quelques secondes, et Phoebe a des prémonitions. Ces trois pouvoirs sont liés et forment le pouvoir des trois. Piper et Prue croient d'abord à une plaisanterie, mais doivent se rendre à l'évidence face à des situations plus ou moins insolites : Prue manque sans le vouloir d'étouffer Roger alors qu'elle venait de lui annoncer sa démission, Piper fige un grand chef censé lui faire passer un test de cuisine, et Phoebe a la vision d'un accident de voiture avec deux adolescents, dont elle est elle-même finalement victime. De plus, elles ne vont pas tarder à découvrir que des méchants sorciers ainsi que démons, vont tenter de les éliminer tout au long de leur vie afin de leur voler leur pouvoir.
- Le personnage de Jeremy Burns sera l'un des trois démons qui réapparaîtront dans le premier épisode de la deuxième saison, en compagnie du Croque-mitaine et de Nicholas.
- Le livre original qui a servi pour cet épisode pour le livre des ombres pesait 3,5 kg et était illustré à la main. Alyssa Milano a ensuite demandé à l'artiste de peindre des fresques du livre sur les murs de sa maison.
- Au début de l'épisode, quand Piper arrive au manoir sous la pluie, son parapluie a un motif différent de celui qu'elle accroche ensuite à l'entrée de la maison. Cette erreur s'explique par le fait que cette scène soit reprise au vrai premier pilote, avec Lori Rom dans le rôle de Phoebe, partie pour des raisons personnelles et qu'Aaron Spelling a choisi de remplacer par Alyssa Milano (qui a déjà tourné avec lui dans Melrose Place). D’autres plans de ce premier pilote non diffusé seront repris dans cet épisode : ainsi, les images du lustre du salon qui tremble au moment où Phoebe débloque le pouvoir des trois laissent apparaître une disposition et un mobilier différents de ceux habituels. Cela s’explique par le fait que le pilote original a été tourné à l’intérieur du véritable manoir, situé au 1329 Caroll Avenue, à Los Angeles, et non dans des studios, comme ce sera le cas pour le reste des scènes de la série prenant place dans le manoir. Il en est de même pour le plan qui clôt le générique des trois premières saisons, qui montre Prue fermant la porte en utilisant ses pouvoirs.
- On peut voir sur la première page du Livre des Ombres qu’il date de 1693.
- Jeremy détruit la porte du grenier pour y entrer, pourtant, on peut l’apercevoir brièvement en place derrière lui, quelques secondes avant qu’il n’explose. Après cela, elle a de nouveau disparu.
- Le journal que tient Prue à la fin de l'épisode avec le titre Police Doubt fire was accidental est un accessoire emprunté au film Madame Doubtfire. Le personnage joué par Robin Williams le feuilletait pour y trouver son nom féminin.

### Épisode 2:Jeunesse éternelle
- États-Unis : 14 octobre 1998 sur The WB
- France : 6 mars 1999 sur M6

- États-Unis : 7 millions de téléspectateurs (première diffusion)

- Barbara Pilavin (Brittany Reynolds agée)
- Michael Philip (Stephan / Javna)
- Neil Roberts (Rex Buckland)
- Leigh-Allyn Baker (Hannah Webster)
- Marc Shelton (Pasteur Williams)
- Bailey Chase (Alec)
- Cynthia King (Brittany Reynolds jeune)
- Tamara Lee Krinsky (Tia)
- Ralph Manza (Le vieil homme)
- Julie Araskog (Darlene)
- Ben Caswell (Max Jones)

Les sœurs Halliwell ont du mal à réaliser qu'elles sont des sorcières. Elles décident donc de ne pas se servir de leurs pouvoirs. Cependant Phoebe ne peut s'empêcher d'avoir des prémonitions, au grand dam de ses sœurs. Pendant ce temps, un démon, Javna, prend l'apparence d'un beau jeune photographe, Stephan. Il séduit des jeunes femmes et leur propose de les prendre en photo. Son but est de leur voler leur énergie vitale, les privant ainsi également de leur jeunesse. Il enlève donc Bettany, une amie des trois sœurs et lui vole sa jeunesse.
Pendant ce temps, Prue obtient un poste dans une salle de vente, Buckland, et se rapproche d'Andy, policier et ancien ami du lycée. Piper s'interroge quant à elle sur la nature de son pouvoir et cherche à se prouver qu'elle est une bonne sorcière. Phoebe expérimente de son côté les règles qui régissent l'usage de son pouvoir. Stephan, alias Javna, lui propose de la photographier, ce qu'elle accepte. Piper retrouve une vieille dame ayant le même tatouage que Bettany sur la main, ce qui lui permet de comprendre que c'est elle. Elle la ramène donc au manoir et explique la situation à Prue. Piper et Prue cherchent des réponses dans le livre des ombres et découvrent que le démon qui se cache derrière ceci est Javna, mais elles ne savent pas où le trouver. Bettany, qui est âgée et sénile trouve une serviette en papier où il est écrit l'adresse de Stephan et prévient donc que Phoebe est là-bas et qu'elle est en danger. 
- Le titre original de l'épisode I've Got You Under My Skin fait référence à la chanson de Frank Sinatra.
- La date inscrite sur le ticket de loterie de Phoebe est le mercredi 2 septembre 1998.
- Le nom du restaurant où travaille Piper a changé : dans le premier épisode, il s'appelait L'Opéra et se nomme définitivement Le Quake à partir de ce deuxième épisode.
- Pour éliminer Javna, les sœurs Halliwell utilisent la Main de Fatima, symbole répandu dans le monde arabo-musulman et censé protéger du mal.

### Épisode 3:Au nom du père
Pour les articles homonymes, voir Au nom du père.
- États-Unis : 21 octobre 1998 sur The WB
- France : 13 mars 1999 sur M6

- États-Unis : 7,20 millions de téléspectateurs

- Brian Krause (Leo Wyatt)
- Markus Flanagan (Marshall)
- Eric Matheny (Fritz)
- Anthony John Denison (Victor Bennett)
- Mariah O'Brien (Cynda)
- James Dineen (Mailman)

Après plusieurs années d'absence, Victor Bennett, le père des trois sœurs Halliwell, réapparaît dans leur vie. Si Phoebe, qui n'a pas eu le temps de le connaître, est ravie, Prue en revanche ne lui pardonne pas son abandon et refuse de le considérer comme leur père. Il les invite donc au restaurant afin de rattraper le temps perdu. Prue refuse d'y aller puis, convaincu par Andy, décide de s'y rendre afin de lui dire toute la colère qu'il lui inspire. Il en profite alors pour leur tendre un piège afin de savoir si elles ont reçu leurs pouvoirs. Prue le soupçonne alors de vouloir voler le livre des ombres et donc leur pouvoirs. Victor leur explique qu'il souhaite simplement protéger ses filles.
Au début de l'épisode, les sœurs rencontrent leurs 3 nouveaux voisins (Marshall, Fritz et Cynda) lors d'une fête. En rentrant de cette fête, Prue trouve la maison ouverte et un chien enragé chez elle. Petit à petit, on découvre qu'en réalité, les 3 nouveaux voisins sont des démons voulant voler les pouvoirs des sœurs. Ils essaient donc de faire chanter Victor afin de s'emparer du livre des ombres.
Deux des voisins s'introduisent donc chez les sœurs, puis Victor, puis un second Victor. Les sœurs ont du mal à différencier lequel est leur père, puis Prue donne à celui qu'elle estime être le véritable Victor, un anneau de protection. Les trois sœurs détruisent les démons et Prue recommence à appeler Victor : papa.
- Victor Bennett est ici incarné par l'acteur Anthony John Denison mais celui-ci ne reprendra pas ensuite son rôle. C'est l'acteur James Read qui le reprendra à partir du dixième épisode de la saison 3 Au service du mal. Malgré ce changement d’acteur, la voix française restera celle de Jean Barney, le père de Magali Barney, qui double Phoebe.
- Cet épisode marque la première apparition de Léo Wyatt. De personnage d'abord secondaire voire sans aucun rôle particulier, il prendra peu à peu de l'importance jusqu'à devenir un personnage clé de la série.
- Lors de la discussion entre les sœurs et leur père dans le salon, Phoebe se compare à Tabatha Stevens.
- Le titre de l'épisode en français Au nom du père fait référence aux paroles liturgiques Au nom du père, du fils, et du saint-esprit.

### Épisode 4:Histoire de fantôme chinois
- États-Unis : 28 octobre 1998 sur The WB
- France : 13 mars 1999 sur M6

- États-Unis : 7,76 millions de téléspectateurs

- John Cho (Mark Chao)
- Sherrie Rose (Susan Trudeau)
- Elizabeth Sung (Mme Chao)
- William Francis McGuire (Nick Correy)
- Todd Newton (Yama)
- Joe Hoe (Tony Wong)
- Randelle Grenachia (Frankie)
- Patricia Harty (Mrs. Correy)

- Du fait de sa première diffusion un 28 octobre, la production retint cette date comme étant celle de l'anniversaire de Prue, née donc un 28 octobre 1970.
- Phœbe est capable de préciser la couleur de la Cadillac qu'elle a vue dans sa prémonition, à savoir rose. Pourtant, ses visions sont en noir et blanc.
- Le mythe chinois évoqué dans l'épisode est inspiré d'une réelle légende chinoise, voulant que les âmes non enterrées sont emportées en enfer par un cavalier diabolique.
- Le titre français de l'épisode fait référence à la trilogie Histoire de fantômes chinois, une œuvre culte du producteur et réalisateur Hong-kongais Tsui Hark.

### Épisode 5:L'Homme de mes rêves
- États-Unis : 4 novembre 1998 sur The WB
- France : 27 mars 1999 sur M6

- États-Unis : 6,84 millions de téléspectateurs

- Matt Schulze (Whitaker Berman)
- Tim Herzog (Hans Fein)
- Neil Roberts (Rex Buckland)
- J. Robin Miller (Skye Russell)
- Marie O'Donnell (Dr. Black)
- Alex Mendoza (Jack Manford)

- La chanson que l'on entend durant la scène du rêve mortel de Skye est A Stroke of Luck de Garbage.
- La prise de vue de l'extérieur de l'appartement de Skye fut reprise plusieurs fois dans d'autres épisodes. Elle a notamment servi pour l'appartement de Dave dans l'épisode Les Protectrices
- Cet épisode fait référence à Freddy Krueger, qui contrairement à Whitaker Bergman, tue les adolescents.
- À l'hôpital, l'ambulancière déclare que Prue a 27 ans. Or, elle est née en 1970 et a fêté son anniversaire lors du précédent épisode, elle a donc au moins 28 ans.

### Épisode 6:Mariage diabolique
- États-Unis : 11 novembre 1998 sur The WB
- France : 3 avril 1999 sur M6

- États-Unis : 6,51 millions de téléspectateurs

- Sara Rose Peterson (Hecate)
- Barbara Stock (Grace Spencer)
- David Moreland (Charles)
- Deeny Consiglio (Kirsten)
- Neil Roberts (Rex Buckland)
- Leigh-Allyn Baker (Hannah Webster)
- Christie Lynn Smith (Allison Michaels)
- Todd Cattell (Elliott Spencer)
- Jeffrey Hutchinson (Père Trask)

### Épisode 7:La Quatrième Sœur
- États-Unis : 18 novembre 1998 sur The WB
- France : 10 avril 1999 sur M6

- États-Unis : 5,43 millions de téléspectateurs

- Brian Krause (Leo Wyatt)
- Danielle Harris (Aviva)
- Rebecca Balding (Tante Jackie)
- Rebekah Carlton (Kali)

- Dans cet épisode, l'actrice Rebecca Balding joue le rôle de Tante Jackie. Elle reviendra plus tard dans la série de façon récurrente pour jouer le rôle d'Elise Rothman, la patronne de Phoebe au journal.
- La scène où Léo cherche le chat des sœurs dans la cheminée sera revue par Paige et Phoebe dans la saison 5, quand elles revivront les souvenirs de Piper.
- Sur les affiches que Léo placarde pour retrouver le chat des sœurs Halliwell, il est écrit que leur adresse est le 7571 Prescott Street. Par la suite, leur numéro de rue sera le 1329.

### Épisode 8:Menace du futur
- États-Unis : 25 novembre 1998 sur The WB
- France : 17 avril 1999 sur M6

- États-Unis : 4,80 millions de téléspectateurs

- Brad Greenquist (Gavin)
- Brian Krause (Leo Wyatt)
- Richard Gilbert Hall (D. Oliver Mitchell)
- Neil Roberts (Rex Buckland)
- Leigh-Allyn Baker (Hannah Webster)
- Michelle Brookhurst (Tanya Parker)
- Jason Stuart (Martin)
- Craig Thomas (Alex Pearson)

- Le titre original de l'épisode est un hommage à la série X-Files : Aux frontières du réel.
- L’intrigue de cet épisode s’inspire du film Terminator où, là aussi, un tueur vient du futur dans le but d’éliminer la mère d’un individu avant que celui-ci ne vienne au monde.

### Épisode 9:La Sorcière de Salem
- États-Unis : 16 décembre 1998 sur The WB
- France : 24 avril 1999 sur M6

- États-Unis : 5,64 millions de téléspectateurs

- Billy Wirth (Matthew Tate)
- Terry Bozeman (Arnold Halliwell)
- Neil Roberts (Rex Buckland)
- Leigh-Allyn Baker (Hannah Webster)
- Tyler Layton (Melinda Warren)

- Le titre français, ainsi que l'intrigue, font référence à la mythique Chasse aux sorcières de Salem du XVIIe siècle, où ont eu lieu de nombreuses persécutions de femmes ayant été accusées de pratiquer la sorcellerie.
- Melinda reconnaît le Livre des Ombres et s’étonne de son épaisseur. Or, ayant été brûlée en 1692, soit un an avant sa création, elle ne pouvait pas le connaître.
- Arnaud Arbessier double Matthew en VF ; il reviendra en saison 3 pour prêter sa voix à Cole.
- C’est la première fois que les sœurs sont confrontées à un ennemi qui a le pouvoir de s’éclipser en clignant des yeux.
- Les sœurs concoctent leur première potion dans cet épisode.
- Melinda Warren est la première sorcière de la famille Halliwell. En mourant sur le bûcher, elle a jeté un sort à sa famille afin que les sorcières qui lui succéderaient deviennent de plus en plus forte, jusqu'à l'arrivée de trois sœurs qui posséderont le pouvoir des trois, deviendront les sorcières les plus puissantes de l'univers et qui possédéront les pouvoirs de Mélinda (Télékinésie, figer et prémonitions). Autrement dit, C'est Melinda qui a créé cette lignée de sorcières et son souhait a été accompli.
- C’est également la première fois que les sœurs donnent de leur sang au cours d’un rituel magique. Par la suite, elles seront régulièrement amenées à en donner quelques gouttes. Piper se servira de ce même rituel dans le premier épisode de la saison 4 afin de rappeler Prue, sans succès.
- À partir de cet épisode, Phoebe est capable de voir dans le passé au cours de ses prémonitions, et plus seulement dans le futur.
- Melinda Warren réapparaîtra dans l'épisode Halloween chez les Halliwell de la saison 3, mais à l'époque où elle était bébé.

### Épisode 10:Quand tombent les masques
- États-Unis : 13 janvier 1999 sur The WB
- France : 1er mai 1999 sur M6

- États-Unis : 5,95 millions de téléspectateurs

- Brian Krause (Léo Wyatt)
- Neil Roberts (Rex Buckland)
- Leigh-Allyn Baker (Hannah Webster)
- Al Rodrigo (Jaime)

- Dans cet épisode, les sœurs auraient perdu contre Hannah et Rex si elles n'avaient pas reçu l'aide de Léo. Pour la première fois, elles ont gagné cette bataille sans savoir comment puisqu'elles ne savent pas que Léo est un être magique tout comme elles.
- À la fin de l’épisode, Prue déchire puis Piper brûle la page du Livre des Ombres qui contient la formule permettant de renoncer à ses pouvoirs. Piper, manipulée par la Source, tentera pourtant de se la rappeler dans la saison 4.

### Épisode 11:La Malédiction de l'urne
- États-Unis : 20 janvier 1999 sur The WB
- France : 8 mai 1999 sur M6

- États-Unis : 6,38 millions de téléspectateurs

- Cristine Rose (Claire Pryce)
- Allen Cutler (Doug)
- Victor Browne (Clay Muniz)
- Carolyn Lowery (Shelly)
- Niklaus Lange (Wesley)
- Stacy Haiduk (Gardienne de l'urne)
- Eddie Bowz (Palmer Kellogg)

### Épisode 12:Métamorphoses
- États-Unis : 3 février 1999 sur The WB
- France : 15 mai 1999 sur M6

- États-Unis : 5,28 millions de téléspectateurs

- Cristine Rose (Claire Pryce)
- Christina Milian (Teri Lane)
- Charles Chun (Lawrence Beck)
- Jocelyn Seagrave (Ashley Fallon)
- Billy Jayne (Billy Waters)
- J. Karen Thomas (Harriett Lane)

Alors qu'elle est en panne de voiture, Piper est agressée par une créature qui parvient à la griffer. Heureusement pour elle, un jeune homme, Billy, parvient à mettre la créature en fuite. Andy est alors chargé de l'enquête. Il est épaulé par l'agent Fallon qui elle-même connait Billy depuis que sa petite amie a été sauvagement tuée par cette même créature. En faisant des recherches dans le Livre Des Ombres, Piper découvre que cette créature s'appelle un Wendigo et qu'elle ne s'attaque qu'à un certain groupe de personnes, en général des personnes amoureuses. Les choses se compliquent quand Piper se transforme en Wendigo, elle aussi, à cause de la griffure...
- Dans cet épisode, c'est la première fois que l'une des sœurs se transforme en être maléfique ou en monstre, en l’occurrence Piper.
- Dans cet épisode, Phoebe, est embauchée par Prue chez Buckland en tant qu’assistante.  Plus tard, ce sera au tour de Phoebe d’embaucher Paige pour ce même poste.
- Au début de l'épisode on voit le wendigo avec des yeux jaunes, que l'agent Fallon confirme. Mais dans le livre des ombres, sur le dessin descriptif le wendigo a les yeux rouges.

### Épisode 13:Tant qu'il y aura l'amour
- États-Unis : 10 février 1999 sur The WB
- France : 22 mai 1999 sur M6

- États-Unis : 5,52 millions de téléspectateurs

- Billy Drago (Barbas)
- Kimberley Kates (Tanjella)
- Steve Wilder (Lucas Devane)
- Evan O'Meara (Richard)
- Dailyn Matthews (Susan Warner)
- Evan O'Meara (Richard Warner)
- Jodie Hanson (Zoé)
- Allen Cutler (Doug)

- Le titre original et français de l'épisode font référence au même film de 1953 : From Here to Eternity (Tant qu’il y aura des hommes en français).
- Barbas, le démon de la peur, est un des seuls démons à apparaître plusieurs fois dans la série, tout comme La Source qui apparaitra à partir de la troisième saison de la série.
- Dans cet épisode, la terreur que Barbas provoque chez ses victimes fait blanchir intégralement leur chevelure. Pour ses autres apparitions dans la série, ce ne sera plus le cas.
- Sur la liste d’adresse de la boutique ésotérique en début d’épisode, Phoebe inscrit « 743 Pyncton Street ». Par la suite, leur adresse sera le « 1329 Prescott Street » (dans l'épisode 15 de la saison 1 "Possession" quand Phoebe commande une pizza).

### Épisode 14:L'Ange gardien
- États-Unis : 17 février 1999 sur The WB
- France : 29 mai 1999 sur M6

- États-Unis : 5,89 millions de téléspectateurs

- Brian Krause (Leo Wyatt)
- Robert Gossett (Gordan Franklin)
- Bradford Tatum (Mickey Jackson)
- David Netter (Max Franklin)
- Richard Cody (David)
- Will Stewart (Harry)

- Le titre original de cet épisode fait référence au film de 1996 Secrets et Mensonges (Secrets ans Lies).
- Quand Léo arrive au manoir, Phoebe lui demande de réparer le lustre de la salle à manger qui clignote. Plus tard, elle le surprendra pourtant réparant celui du salon.
- C'est Phoebe qui découvre la première l'identité de Léo et on peut remarquer que c'est elle aussi qui découvre la véritable identité de Chris dans la saison 6.

### Épisode 15:Possession
- États-Unis : 24 février 1999 sur The WB
- France : 5 juin 1999 sur M6

- États-Unis : 5,67 millions de téléspectateurs

- Richard McGonagle (Réparateur du gaz)
- Cristine Rose (Claire Pryce)
- Shawn Christian (Josh)
- Nancy Moonves (Beth Whittlesey)
- Michael Mantell (Paul)
- Jennifer Rhodes (Penny Halliwell)

- Le titre original de cet épisode fait référence à l'expression Is There A Doctor In The House?.
- Dans cet épisode, le Croque-Mitaine parle. Par la suite, ce ne sera plus le cas.
- Dans une des scènes au manoir, Prue discute avec le Pr. Whittlesey et on peut apercevoir derrière elles Claire, en compagnie de deux autres personnes : un homme et une femme. Puisqu’à cet instant Piper, Phoebe et Josh se trouvent dans la cuisine et que personne d’autre n’était invité, on ne sait pas à qui Claire parle.
- Avant que les invités ne partent du manoir, on voit en arrière-plan un homme ouvrir la porte au Pr. Whittlssey. Là encore, on ne sait pas qui est cet homme.
- Compte tenu de la position de Prue – face à la salle à manger – lorsqu’elle discute d’un plan avec Piper dans le jardin d’hiver, elle aurait dû apercevoir Phoebe y passer pour se rendre à la cave en provenance du grenier.
- À la fin de l'épisode, les sœurs écrivent pour la première fois dans le livre des ombres.

### Épisode 17:Le Pacte
- États-Unis : 7 avril 1999 sur The WB
- France : 17 juin 1999 sur M6

- États-Unis : 6,24 millions de téléspectateurs

- Finola Hughes (Patty Halliwell)
- Jennifer Rhodes (Penny Halliwell)
- Andrew Jackson (Nicholas)
- Jake Sakson (Andy jeune)
- Megan Corletto (Piper jeune)
- Emmalee Thompson (Prue jeune)

- Le titre de cet épisode fait référence à la série That '70s Show
- Les sœurs retournent dans le passé à la date du 24 mars 1975.
- Cet épisode nous permet de comprendre pourquoi les sœurs ignoraient qu’elles étaient des sorcières avant que Phoebe ne trouve le Livre des Ombres dans le grenier.
- L’épisode comporte quelques anachronismes : dans le plan qui montre l’entrée de l’hôtel de Nicholas, les voitures qui passent datent clairement du début des années 1980 ; le film Les Dents de la mer est à l’affiche du cinéma alors qu’il n’est sorti aux États-Unis que le 20 juin 1975, soit presque trois mois après la date à laquelle les sœurs sont remontées dans le temps.
- Le sorcier Nicholas sera de retour parmi les démons que les sœurs avaient vaincus, dans le premier épisode de la deuxième saison. L’acteur sera cependant remplacé.

### Épisode 18:Le Triangle maléfique
- États-Unis : 28 avril 1999 sur The WB
- France : 26 juin 1999 sur M6

- États-Unis : 6,17 millions de téléspectateurs

- Shawn Christian (Josh)
- Nick Kokotakis (Greg Rowe)
- David Kriegel (en) (Paul Rowe)
- Frank Birney (Père Austin)
- Michael Weatherly (Brendan Rowe)
- Andrea E. Taylor (La victime)

### Épisode 19:Innocence perdue
- États-Unis : 5 mai 1999 sur The WB
- France : 3 juillet 1999 sur M6

- États-Unis : 6,63 millions de téléspectateurs

- Scott Plank (Eric Lohman)
- Matt George (Janor, un Grimlock)
- Scott Terra (David Hatcher)
- Raphael Sbarge (Brent Miller)
- Shawn Christian (Josh)
- Maureen Muldoon (Dee Hatcher)
- Dennis Keiffer (Un Grimlock)
- Lucy Rodriguez (Lucy)

- Le pouvoir télékinésique de Prue évolue dans cet épisode. Désormais il se canalise dans ses mains offrant un plus grand éventail de coups à porter à la sorcière. Elle réutilisera cependant parfois ses yeux pour se servir de ses pouvoirs lorsque ses mains seront indisponibles.
- Andy découvre enfin le secret des trois sœurs.
- Les Grimlocks réapparaîtront dans l’épisode Halloween chez les Halliwell lors de la troisième saison
- Lorsqu’il quitte le bureau d’Andy, le journaliste Eric Lohman lance un « bonjour chez vous » à Darryl, en référence à la série Le Prisonnier.
- Cet épisode marque le premier d’une lignée où les sœurs sont confrontées à quelqu’un de malveillant voulant ainsi dénoncer le fait qu’elles sont sorcières et ainsi nuire à leur vie.

### Épisode 20:Le Pouvoir des Deux
- États-Unis : 12 mai 1999 sur The WB
- France : 10 juillet 1999 sur M6

- États-Unis : 5,81 millions de téléspectateurs

- Brenda Bakke (Charon)
- Carlos Gómez (Inspecteur Rodriguez)
- Jeff Kober (Jackson Ward)
- Sean Hennigan (Le guide d'Alcatraz)
- Cristine Rose (Claire Pryce)
- Susan Chuang (Monique)
- Don Brunner (Inspecteur Anderson)
- Lesley Woods (Iris Beiderman)
- Jack Donner (Juge Renault)
- Michele Harrell (Inspecteur Blakely)
- Victoria Fang (Marianne)
- Yuji Hasegawa (M. Yakihama)

- Dans la VO de cet épisode, Phoebe fait référence à la série Buffy contre les vampires dans la scène du cimetière lorsqu'elle s'y rend avec Prue pour jeter un sort sur le fantôme de Jackson Ward. Elle dit : "Where's Buffy when you need her ?". Ce qui littéralement veut dire : "Où est Buffy quand tu as besoin d'elle ?".
- C'est la première fois dans la série que Prue meurt pour être sauvée in-extremis par Andy.

### Épisode 21:L'Ultime Combat
- États-Unis : 19 mai 1999 sur The WB
- France : 17 juillet 1999 sur M6

- États-Unis : 5,79 millions de téléspectateurs

- Brian Krause (Léo Wyatt)
- Carlos Gómez (Inspecteur Rodriguez)
- Lisa Robin Kelly (Daisy)
- Michael Trucco (Alec)

- C’est la première fois dans la série que Piper échange ses pouvoirs avec Léo. Cela se reproduira dans le quatrième épisode de la saison 5, mais cette fois de manière involontaire.
- Dans la VO de cet épisode, Phoebe fait référence à la comédie américaine Un vendredi dingue, dingue, dingue (Freaky Friday) réalisée par Gary Nelson en 1976. Lorsque Piper arrive à échanger ses pouvoirs avec Léo, et que Prue et Phoebe sont victimes de ce sort également, Phoebe dit : "It's a supernatural Freaky Friday."

### Épisode 22:Une journée sans fin
- États-Unis : 26 mai 1999 sur The WB
- France : 24 juillet 1999 sur M6

- États-Unis : 5,68 millions de téléspectateurs

- Carlos Gómez (Inspecteur Rodriguez)
- Wendy Benson (Joanne Hertz)
- David Carradine (Tempus)

- Les inspecteurs Trudeau (Andy) et Rodriguez meurent tous les deux dans cet épisode. Leurs morts suspectes reviendront hanter les sœurs Halliwell au début de la saison 4 ainsi qu'au cours des 6 et 7.
- Phoebe est la seule capable de se rappeler que le temps a été remonté car son pouvoir de prémonition lui permet selon ses dires de se "balader sur le fil du Temps".
- Lorsque la journée recommence pour la dernière fois, Phoebe n’a pas l’occasion de dire à Piper tout ce qu’elle sait à propos de Joanne, son ancienne camarade de classe. Or, lorsque Piper mettra les choses au point avec cette dernière, elle évoquera des sujets dont seule Phoebe pouvait avoir connaissance.
- À la fin de l’épisode, Phoebe dit à Piper qu’elle est persuadée que la mort de l’inspecteur Rodriguez permet de revenir en arrière. Même si cela est vrai, elle n’est pas censée le savoir puisqu’au moment où Tempus remonte le temps, juste après que Prue a tué Rodriguez, Phoebe, à qui ce dernier s’en prend en premier, est déjà morte.
- Tempus jouera de nouveau un rôle dans l’épisode Adieux, même s’il n’apparaîtra pas physiquement.